# Anuropus panteni
Anuropus panteni är en kräftdjursart som beskrevs av Brandt och Retzlaff 2002. Anuropus panteni ingår i släktet Anuropus och familjen Anuropidae. Inga underarter finns listade i Catalogue of Life.